# Волинь (УНР)
Волинь — земля Української Народної Республіки. Адміністративно-територіальна одиниця найвищого рівня. Земський центр — місто Луцьк. Заснована 6 березня 1918 року згідно з Законом УНР «Про адміністративно-територіальний поділ України», що був ухвалений Українською Центральною Радою. Скасована 29 квітня 1918 року гетьманом України Павлом Скоропадським, що повернув старий губернський поділ часів Російської імперії. Відновлена після повалення влади П. Скоропадського Директорією УНР.

## Опис
До землі мали увійти Володимир-Волинський повіт, Ковельський повіт, Луцький повіт, північна частина Дубенського повіту Волинської губернії.